# Radošić (Lećevica)
Radošić je naselje u općini Lećevica, u Splitsko-dalmatinskoj županiji. 

## Zemljopis
Naselje se nalazi uz autocestu A1, sjeverozapadno od Splita udaljeno tridesetak kilometara. U zaleđu je Kaštelanskog polja, u podnožju sjeverne strane Malačke. Proteže se na 27,7 km2. 

## Povijest
Hrvatski kralj Petar Krešimir IV. u Radošiću je imao zemlje i vojni logor, što bi mogao potvrditi i toponim Kraljevci, dio Radošića na padinama sjevernog dijela Malačke gdje su do danas sačuvani suhozidovi i stari panjevi vinove loze. U 14. stoljeću Radošić je bio u posjedu trogirske plemićke obitelji Cega.
Sinjski knez Nelipić Trogiranima je nekoliko puta otimao Radošić. Padom Klisa pod Osmansko Carstvo u Bitki kod Klisa (1537.) selo je potpuno opustošeno i gotovo da nije bilo stanovnika u njemu. Nakon Kandijskog rata ga Mletačka Republika ponovno naseljava većinom katoličkim stanovništvom iz Bosne, a djelomično i pravoslavnim, pa su u Radošiću četiri pravoslavna zaselka: Škaro, Strižak, Galić i Kozlica. Katolički su zaselci: Rajčić, Kevo, Bejo, Laštro, Barać, Stipica, Bralić, Barišić, Milić, Radić, Gagić, Veljača, Škopljanac, Kužić, Lončar, Lunić, Đirlić, Ninčević, Pandža, Tendžera, Zoraja i Vlastelica.

## Župa
Katolička crkva posvećena je sv. Jurju, a nalazi se na brijegu unutar groblja. Radošić je samostalna katolička župa pod jurisdikcijom Šibenske biskupije.
Župnu kuću su 1941. godine zapalili talijanski fašisti i poubijali velik broj mještana. Pravoslavna crkva svete Bogorodice s grobljem na Ublima, zajednička je pravoslavnima iz Radošića i s Ubala.

## Stanovništvo
| broj stanovnika | 693   | 764   | 780   | 808   | 907   | 1041  | 1000  | 1091  | 959   | 890   | 815   | 550   | 405   | 263   | 202   | 174   | 155   |
|                 | 1857. | 1869. | 1880. | 1890. | 1900. | 1910. | 1921. | 1931. | 1948. | 1953. | 1961. | 1971. | 1981. | 1991. | 2001. | 2011. | 2021. |

Nakon Drugog svjetskog rata, zbog industrijalizacije u Splitu i Kaštelima, dolazi do masovnog odlaska stanovništva u Split i Kaštelu tako da danas u Radošiću stalno živi tek stotinjak stanovnika.

## Znamenitosti
- Ruralna cjelina Škopljanci, zaštićeno kulturno dobro.[7]